# The False Faces
The False Faces è un film del 1919, diretto da Irvin Willat.

## Trama
Durante la prima guerra mondiale, il belga Michael Lanyard, altrimenti noto come Lupo solitario (Lone Wolf), già da tempo attivo nell'intelligence alleata, si fa inviare sotto falso nome, con intenti patriottici e di vendetta personale, negli Stati Uniti, sulle tracce del connazionale Karl Eckstrom, mercenario passato al nemico e responsabile dell'assassinio di sua sorella e del figlioletto di lei, ed ora spia degli imperi centrali.
E ancora prima di giungere in America Michael incontrerà Eckstrom, poiché quest'ultimo, camuffato, insieme ad alcuni complici, è riuscito ad inserirsi in un importante posto di comando sul transatlantico sul quale Lupo solitario si è imbarcato per traversare l'oceano. Sulla nave Lone Wolf incontra Cecilia Brooke, una passeggera taciturna che si rivelerà essere un'esponente del controspionaggio statunitense, e che affida a Michael degli importanti documenti, molto probabilmente microfilm, racchiusi in un contenitore cilindrico dalla forma e dalle dimensioni di una sigaretta.
Eckstrom riesce ad impadronirsi dei documenti, e getta a mare il tramortito Michael, dopo di che dà il segnale al sommergibile tedesco nelle vicinanze di silurare la nave, che cola a picco. Michael, paradossalmente, trova salvezza sul ponte del sommergibile temporaneamente emerso, e, tratto all'interno, si fa passare per una spia tedesca, almeno fino a quando il comandante (lo stesso che aveva dato l'ordine di affondare il Lusitania nel 1915, e che per questo era in preda ad incubi e dedito all'alcool) non avesse ricevuto via radio conferma o smentita da Berlino. Una volta attraccati ad Helgoland, Lupo solitario, smascherato, riesce fortunosamente a trarsi in salvo fuggendo su una barca a remi.
Ritroviamo Michael a New York, così come Cecilia e Eckstrom, pure sopravvissuti al naufragio, e all'insaputa l'uno degli altri. Qui appare che Eckstrom è riuscito straordinariamente bene ad infiltrarsi nelle file a lui nemiche, quali i servizi segreti sia statunitensi che britannici. Lupo solitario, col fondamentale aiuto di Cecilia, riuscirà solo dopo una serie di rocambolesche avventure, scambi di persona e profusione di nomi falsi a recuperare i documenti e ad avere ragione dell'arcinemico Eckstrom, mentre nello stesso tempo si profilerà una storia d'amore fra lui e Cecilia.

## Produzione
Quattro anni prima della realizzazione di The False Faces Henry B. Walthall aveva sostenuto il ruolo di protagonista nel fondamentale film Nascita di una nazione di David Wark Griffith, mentre Lon Chaney, con la sua vigorosa interpretazione, sarebbe diventato una persistente icona culturale con le sue partecipazioni a Il gobbo di Nôtre Dame del 1923 e a Il fantasma dell'Opera del 1925.

## Distribuzione

### Conservazione
Una copia della pellicola è preservata alla George Eastman House di Rochester, nello stato di New York.

## Influenza culturale
Basato su una serie di romanzi a cui dette vita, a partire dal 1914, Louis Joseph Vance, il personaggio di "Lone Wolf", il "Lupo solitario", è rimasto nella cultura popolare per generazioni, con una serie di film girati fra il 1917 e il 1949, ed interpretati da Jack Holt, Melvyn Douglas, Warren William e Gerald Mohr (che pure prese parte ad una serie di programmi radiofonici), così come nella serie TV The Lone Wolf del 1954-55.